# Kazimierz Sterkowicz
Kazimierz Sterkowicz (ur. 4 stycznia 1948 w Zagórzanach) – polski samorządowiec, inżynier, od 2002 do 2010 burmistrz Gorlic.

## Życiorys
Z wykształcenia inżynier mechanik, ukończył w 1972 studia w Wyższej Szkole Inżynierskiej w Rzeszowie. W okresie PRL był etatowym działaczem Polskiej Zjednoczonej Partii Robotniczej, jako zastępca kierownika wydziału ekonomicznego oraz I sekretarz Komitetu Miejskiego w Gorlicach. Pracował także w Fabryce Maszyn "Glinik", zaczynając jako hartownik, dochodząc do stanowiska kierownika działu, a także pełnił funkcję zastępcy dyrektora w przedsiębiorstwie "Glin-Kar" w Karagandzie.
W 2002 został wybrany na urząd burmistrza Gorlic. W wyborach samorządowych w 2006 skutecznie ubiegał się o reelekcję, wygrywając w drugiej turze. W 2010 nie ubiegał się o reelekcję, uzyskał mandat radnego miasta.
Członek Sojuszu Lewicy Demokratycznej. Działacz Stowarzyszenia Inżynierów i Techników Mechaników Polskich.